# Turnê Livre
Turnê Livre é a décima turnê solo da cantora e compositora brasileira Wanessa Camargo. A tour marca o retorno da artista ao cenário musical após um período longe dos palcos por conta da Pandemia de COVID-19 . A primeira apresentação da cantora foi chamada de “comeback show” (show de retorno) e aconteceu na casa de shows High Club, em São Paulo. Paralelo à turnê, Wanessa lançou seu primeiro bloco de carnaval intitulado Bloco Xainirô que percorreu algumas cidades brasileiras. Devido ao sucesso, o bloco de carnaval já está confirmado para 2024.

## Antecedentes
Há quase três anos longe dos palcos devido a pandemia de COVID-19, a cantora Wanessa Camargo regressou aos palcos a convite do Teatro Bradesco para um show especial acústico inédito que foi transmitido na íntegra pelo canal do Teatro Bradesco no YouTube. 
"Foi um tempo longo fora dos palcos, por conta da pandemia, mas também porque foi um momento em que eu precisava reorganizar a minha carreira, ver como eu quero me apresentar para as pessoas agora, qual caminho eu vou seguir. Essa volta foi muito importante." disse a artista em entrevista exclusiva à EXAME.
No dia 19 de agosto de 2022, foi anunciado o tão aguardado “come back’’ oficial da cantora. Através de suas redes sociais, Wanessa anunciou que roteiro da nova turnê já estava pronto. Ela chamou seu amigo e diretor musical Jesse Passos, para ajudar nessa missão quase impossível. Ainda em agosto, Wanessa foi confirmada como atração no Festival Eletriza, ao lado de grandes nomes da música brasileira como Ivete Sangalo e Daniela Mercury.
Nos preparativos para voltar aos palcos, ela entra em estúdio para gravar sua nova música de trabalho, que seria lançada em outubro antes do seu primeiro show de estreia da “Tour Livre”, mas devido a problemas desconhecidos, a música só foi lançada posteriormente. A canção, intitulada XOXO foi lançada dia 09 de fevereiro de 2023 e seu vídeo clipe, um dia depois. Em apenas quatro dias, o clipe bateu a marca de 1M de views.
O show de estreia aconteceu no dia 15 de outubro de 2022 na casa noturna High Club, em São Paulo. O concerto foi gravado e foi lançado aos poucos no canal oficial da cantora no YouTube.  A primeira videoperformance lançada do projeto foi “Hair & Soul”.
No dia 12 de janeiro de 2023, é anunciado seu primeiro bloco de carnaval, o Bloco Xainirô, passando por algumas cidades brasileiras. Há planos para continuar o projeto do bloco em 2024.
Wanessa apresentou seu novo álbum, Livre, em um show inédito no dia 15 de abril de 2023, na Audio Club, em São Paulo. O álbum é dividido em três atos, sendo o primeiro lançado no dia 28 de abril de 2023.

## Setlist
O seguinte repertório representa o show realizado na High Club, em São Paulo, no dia 15 de outubo de 2022. Não representa necessariamente o repertório do restante da turnê.
1. "Hair & Soul"
2. "Loko!"
3. "Dono Da Noite" / "Paga pra Ver" / "Wanna Be"
4. "Louca" / "Sem Querer"
5. "Apaixonada por Você" / "Eu Quero Ser o Seu Amor"
6. "Tanta Saudade"
7. "Me Engana Que Eu Gosto" / "Blow Me Away"
8. "Não Resisto a Nós Dois"
9. "Mulher Gato" / "Sozinha"
10. "Fly"
11. "Não Me Leve a Mal"
12. "Amor, Amor"
13. "High" / "Messiah"
14. "Falling 4 U"
15. "Sticky Dough"
16. "Worth It"
17. "Shine It On"
18. "O Amor Não Deixa"

## Datas
| Data                        | Cidade         | País   | Local                         |
| --------------------------- | -------------- | ------ | ----------------------------- |
| 15 de outubro de 2022       | São Paulo      | Brasil | HighClub                      |
| 19 de novembro de 2022[A1]  | São Paulo      | Brasil | Arena Anhembi                 |
| 25 de novembro de 2022      | Brasília       | Brasil | Victoria Haus                 |
| 17 de dezembro de 2022      | Rio de Janeiro | Brasil | The Home Club                 |
| 14 de janeiro de 2023[A2]   | Fortaleza      | Brasil | Centro de Eventos             |
| 21 de janeiro de 2023[A3]   | São Paulo      | Brasil | Komplexo Tempo                |
| 27 de janeiro de 2023[A4]   | São Paulo      | Brasil | HighClub                      |
| 11 de fevereiro de 2023[A5] | Vinhedo        | Brasil | Hopi Hari                     |
| 12 de fevereiro de 2023[A6] | São Paulo      | Brasil | Rua Laguna                    |
| 19 de fevereiro de 2023[A7] | Salvador       | Brasil | Circuito Barra-Olinda         |
| 20 de fevereiro de 2023[A8] | Belo Horizonte | Brasil | Niágara Eventos               |
| 15 de abril de 2023         | São Paulo      | Brasil | Audio Club                    |
| 11 de junho de 2023[A9]     | São Paulo      | Brasil | Avenida Paulista              |
| 17 de junho de 2023[B1]     | São Paulo      | Brasil | Audio Club                    |
| 22 de julho de 2023         | Ourinhos       | Brasil | House Five Club               |
| 5 de agosto de 2023         | Rio de Janeiro | Brasil | Vivo Rio                      |
| 27 de agosto de 2023[B2]    | Aracaju        | Brasil | Orla de Atalaia               |
| 2 de setembro de 2023       | Belo Horizonte | Brasil | Minascentro                   |
| 16 de setembro de 2023[B3]  | Sorocaba       | Brasil | Floresta Convenções e Eventos |
| 24 de setembro de 2023[B4]  | Sertãozinho    | Brasil | Centro de Eventos Zanini      |
| 21 de outubro de 2023       | Curitiba       | Brasil | Teatro Positivo               |
| 28 de outubro de 2023[B5]   | Rio de Janeiro | Brasil | Riocentro                     |
| 1 de novembro de 2023[B6]   | São Paulo      | Brasil | Terra SP                      |
| 4 de novembro de 2023[B7]   | São Paulo      | Brasil | Centro Esportivo Tietê        |

Apresentações Canceladas
| Data                        | Cidade    | País   | Local                   |
| --------------------------- | --------- | ------ | ----------------------- |
| 20 de fevereiro de 2023[Z1] | São Paulo | Brasil | Autódromo de Intergalos |
| 8 de abril de 2023[Z2]      | Recife    | Brasil | Clube Português         |

- A1 Parte do "Festival Eletriza"
- A2 Parte do "Fica, Vai Ter Pop"
- A3 Parte do "Festival Agrada Gregos"
- A4 Parte do "Ensaios do Bloco Xainirô"
- A5 Parte do "Summer Pride Festival"
- A6 Parte do "Bloco Xainirô"
- A7 Parte do "Bloco Agrega Gregos"
- A8 Parte do "Bloco Xainirô"
- A9 Parte do "Camarote Pride House"
- B1 Parte do "Será Q Abre?"
- B2 Parte do "22ª Parada LGBT+ de Sergipe"
- B3 Parte do "Flow Pride Festival"
- B4 Parte do "17ª Parada LGBT+ Setãozinho"
- B5 Parte do "Festival Replay RJ"
- B6 Parte do "Chálloween"
- B7 Parte do "Festival Replay SP"
- Z1 Parte do "Circuito SP Folia"
- Z2 Parte do "Baile da Anaconda